# (156) Xanthippe
(156) Xanthippe ist ein Asteroid des mittleren Hauptgürtels, der am 22. November 1875 vom österreichischen Astronomen Johann Palisa an der Marine-Sternwarte Pola in Istrien entdeckt wurde.
Der Asteroid wurde benannt nach Xanthippe, der Frau des griechischen Philosophen Sokrates (469–399 v. Chr.), deren zänkisches Wesen und schlechte Laune sprichwörtlich geworden sind. Die Benennung erfolgte durch Amalia Palisa, (erster) Frau des Entdeckers.

## Wissenschaftliche Auswertung
Aus Ergebnissen der IRAS Minor Planet Survey (IMPS) wurden 1992 erstmals Angaben zu Durchmesser und Albedo für zahlreiche Asteroiden abgeleitet, darunter auch (156) Xanthippe, für die damals Werte von 121,0 km bzw. 0,04 erhalten wurden. Eine Auswertung von Beobachtungen durch das Projekt NEOWISE im nahen Infrarot führte 2011 zu vorläufigen Werten für den Durchmesser und die Albedo im sichtbaren Bereich von 110,7 km bzw. 0,05. Ein Vergleich von Daten, die von 1978 bis 2011 an der Sternwarte Ondřejov in Tschechien und am Table Mountain Observatory in Kalifornien gesammelt wurden, mit den Daten von NEOWISE führte 2012 zu Werten für den Durchmesser und die Albedo von 110,4 km bzw. 0,07. Nachdem die Werte nach neuen Messungen mit NEOWISE 2012 auf 143,4 km bzw. 0,03 korrigiert worden waren, wurden sie 2014 auf 123,7 km bzw. 0,06 geändert. Nach der Reaktivierung von NEOWISE im Jahr 2013 und Registrierung neuer Daten wurden die Werte 2015 zunächst mit 122,0 km bzw. 0,03 angegeben und dann 2016 korrigiert zu 121,7 km bzw. 0,04, diese Angaben beinhalten aber alle hohe Unsicherheiten.
Eine spektroskopische Untersuchung von 820 Asteroiden zwischen November 1996 und September 2001 am La-Silla-Observatorium in Chile ergab für (156) Xanthippe eine taxonomische Klassifizierung als Caa- bzw. Ch-Typ.
Photometrische Beobachtungen des Asteroiden erfolgten vom 11. bis 17. März 1981 am La-Silla-Observatorium in Chile. Die in sieben Nächten gewonnenen Lichtkurven schienen jeden Tag um etwa 1,5 Stunden verschoben, daher wurde eine Rotationsperiode von etwa 22,5 h abgeschätzt, wozu auch die aus allen Messungen kombinierte Lichtkurve gut passte. Allerdings waren bereits kurz zuvor vom 1. Februar bis 17. März 1981 auch am Table Mountain Observatory in Kalifornien entsprechende Messungen durchgeführt worden. Aus der Kombination beider Datensätze konnte die Rotationsperiode bestätigt und zu einem genaueren Wert von 22,37 h bestimmt werden. Neue photometrische Beobachtungen erfolgten vom 28. August bis 18. September 2018 am Organ Mesa Observatory in New Mexico. Aus der sehr detaillierten Lichtkurve wurde eine Rotationsperiode von 22,132 h bestimmt, während eine Periode von doppelter Länge ausgeschlossen werden konnte. Aus archivierten Daten des Asteroid Terrestrial-impact Last Alert System (ATLAS) aus dem Zeitraum 2015 bis 2018 wurden dann in einer Untersuchung von 2020 mit einem ellipsoiden Gestaltmodell zwei alternative Positionen für die Rotationsachse bestimmt. Die Rotationsachse liegt dabei nahezu in der Ebene der Ekliptik. Für die Rotationsperiode wurde ein Wert von 22,1157 gefunden.
Zwischen 2012 und 2018 wurden mit der All-Sky Automated Survey for Supernovae (ASAS-SN) auch photometrische Daten von 20.000 Asteroiden aufgezeichnet. Auf mehr als 5000 davon konnte erfolgreich die Methode der konvexen Inversion angewendet werden, darunter auch (156) Xanthippe, für die in einer Untersuchung von 2021 ein verbessertes dreidimensionales Gestaltmodell für zwei alternative Rotationsachsen mit prograder Rotation und einer Periode von 22,116 h berechnet wurde. Aus den Daten von ATLAS konnte in einer Untersuchung von 2022 mit der Methode der konvexen Inversion eine Rotationsperiode von 22,1156 h berechnet werden.
Abschätzungen von Masse und Dichte für den Asteroiden (156) Xanthippe aufgrund von gravitativen Beeinflussungen auf Testkörper hatten in einer Untersuchung von 2012 zu einer Masse von etwa 6,49·1018 kg geführt und mit einem angenommenen Durchmesser von etwa 116 km zu einer als unrealistisch bewerteten Dichte von 7,86 g/cm³ bei keiner Porosität.